# Cantone di Sigean
Il Cantone di Sigean è una divisione amministrativa dell'arrondissement di Narbona.
A seguito della riforma approvata con decreto del 21 febbraio 2014, che ha avuto attuazione dopo le elezioni dipartimentali del 2015, non ha subìto modifiche.

## Composizione
Comprende i comuni di:
- Caves
- Feuilla
- Fitou
- La Palme
- Leucate
- Port-la-Nouvelle
- Peyriac-de-Mer
- Portel-des-Corbières
- Roquefort-des-Corbières
- Sigean
- Treilles